# 스팀롤러 (마이크로아키텍처)
AMD 스팀롤러 패밀리 15h(AMD Steamroller Family 15h)는 AMD가 AMD APU를 위한 개발한 마이크로아키텍처로서, 2014년 초 3세대 불도저 기반 마이크로아키텍처로서 파일드라이버의 설계를 개량하였다. 스팀롤러 APU는 전작과 동일하게 2코어 모듈 사용을 계속하지만 더 나은 병렬화 구조를 목표로 한다.

## 역사
2011년, AMD는 2013년의 3세대 불도저 기반 계열의 프로세서를 발표하였고, 작업 중인 제목을 "차세대 불도저"(Next Generation Bulldozer)로 하였다. (28 nm 제조 공정을 사용)
2011년 9월 21일, 유출된 AMD 슬라이드에는 이 3세대 불도저 코어의 코드명이 스팀롤러(Steamroller)로 되어 있었다.
2014년 1월, 카베리 APU를 이용할 수 있게 되었다.

## 프로세서

### APU 라인
- Kaveri A-series APU
- Berlin APU - 취소됨

### 서버 라인 (취소됨)
- Berlin APU
- Berlin CPU
- Seeattle CPU
- Warsaw CPU